# Energy Vault
Energy Vaultは、重力および運動エネルギーベースの長期エネルギー貯蔵製品を専門とするスイスを拠点とする世界的なエネルギー貯蔵会社である。 Energy Vaultの主な製品は、多頭クレーンを使用して、複合材料で作られた重いブロックをタワーに積み重ね、ブロックを持ち上げて位置エネルギーを取り込むことによってエネルギーを貯蔵する重力バッテリーである。電力需要が高い場合、クレーンがこれらのブロックを地面に降ろす事でモーターが発電機として機能し、電力をグリッドに供給する。 

## 歴史

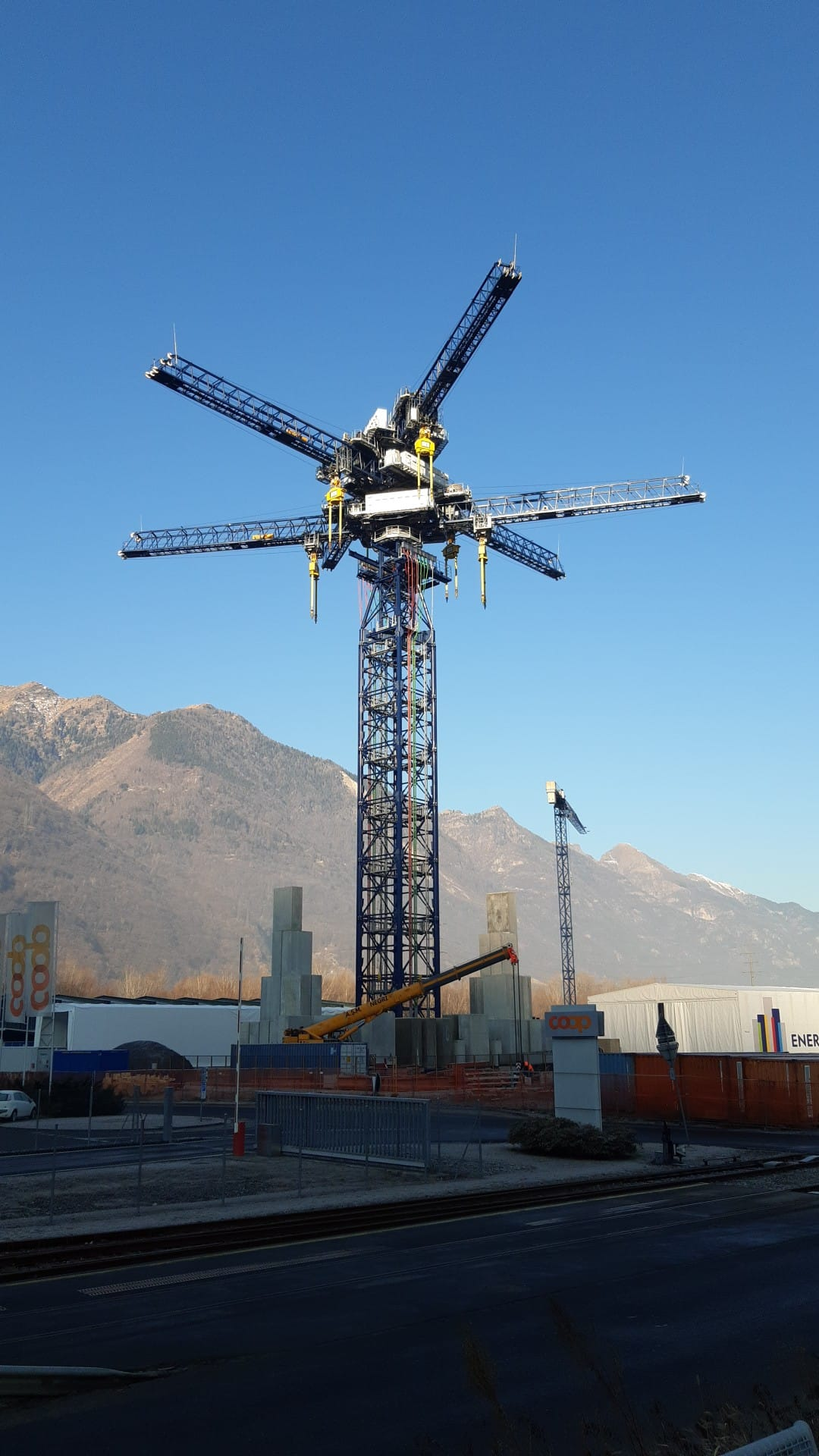
カスティオーネアルベドのエネルギーボールトテストタワー、2022年1月

2017年、EnergyVaultはスタートアップスタジオIdealabによって設立された。
2019年、Energy Vaultは5月にCemexから資金を調達し、その後、シリーズBの資金1億1,000万ドルを調達して、 SoftBank VisionFundにおけるエネルギー貯蔵分野の最初の投資となり、革新的かつ実用規模のエネルギー貯蔵アイデアによってFast Company's World Changing Idea Awardを獲得した。
2020年、Energy Vaultは世界経済フォーラムによってテクノロジーのパイオニアに選ばれ、スイスのティチーノ州カスティオーネアルベドに初のグリッドスケールの顧客デモンストレーション用ユニットの建造を完了した。
2021年、Energy Vaultは、サウジアラムコエナジーからの投資を発表した。 そして既存の投資家Prime Movers Labの主導で、SoftBank Vision Fund、Saudi Aramco Energy Ventures、Helena、Idealab Xなどの他の既存の投資家が追加でシリーズCの投資を行った。加えて、エネルギーエクイティオポチュニティファンドを通じてピッカリングエナジーパートナー、SailingStone Global Energy Transition、AT Gekko、Crexa Capital Advisors LLC、Green Storage Solutions Venture I LLC、GordonCrawfordなどの新規投資家によってもシリーズCの新規資金調達が実施された。
2022年、Energy Vault Holdings, Inc. （NYSE：NRGV、NRGV WS）は、2022年2月14日、ニューヨーク証券取引所でティッカーシンボルNRGVおよびNRGV WSで取り扱いが開始された。トランザクションは、成長戦略の実行に資金を提供するために、最近発表されたシリーズCの1億700万ドルとAtlas Renewableからの5,000万ドルのライセンス料に加えて約2億3500万ドルの総収入を調達する。